# Pareas dulongjiangensis
Pareas dulongjiangensis — вид неотруйних змій родини Pareidae. Описаний у 2023 році.

## Поширення
Ендемік Китаю. Відомий лише у типовому місцезнаходженні — у селі Кундан у складі селища Дулонцзян повіту Гуншань Нуцзян-Лісуській автономній префектурі у провінції Юньнань на крайньому півдні країни.

## Назва
Видова назва dulongjiangensis посилається на типове місцезнаходження — селище Дулонцзян.